# Kalocsai
A Kalocsai vagy Kalocsay régi magyar családnév, amely a származási helyre utalhat: Kalocsa (Bács-Kiskun vármegye), Bélkalocsa és Kiskalocsa (Románia, korábban Bihar illetve Szolnok-Doboka vármegye), Alsókalocsa (Ukrajna, korábban Máramaros vármegye).

## Híres Kalocsai nevű személyek
Kalocsai
- Kalocsai Klára (1972) válogatott magyar labdarúgó
- Kalocsai Zsuzsa (1962) magyar színésznő, operett primadonna, énekesnő

Kalocsay
- Kalocsay Alán (1862–1906) zirc-ciszterci rendi kanonok és országgyűlési képviselő
- Kalocsay Géza (1913–2008) válogatott magyar labdarúgó, edző
- Kalocsay Kálmán (1891–1976) magyar infektológus orvos, eszperantó költő, műfordító
- Kalocsay Miklós (1950–1991) magyar színész